# زهرا سعیدی
زهرا سعیدی (زاده ۵ اسفند ۱۳۳۱ در آبادان) بازیگر سینما و تلویزیون ایران است. وی بیشتر با بازی در سریال مریم مقدس شناخته شده است.
او علاوه بر بازیگری، دستی هم در نوشتن دارد و رمانی با نام «بی‌دل هوا» را چاپ کرده است که دربارهٔ تأثیر جنگ هشت ساله ایران و عراق بر روی خانواده‌ها و زنان است.

## زندگی هنری
زهرا سعیدی بازیگری را با تئاتر مدرسه آغاز کرد. فعالیت حرفه‌ای را در سال ۱۳۴۹ با گروه تئاتر شیراز آغاز کرد و پس از آن در سال ۱۳۶۹ به ایفای نقش در سریالهای تلویزیونی پرداخت. او علاوه بر حضور در تئاتر و تلویزیون، فعالیت خود را در سینما نیز ادامه داد و در سال ۱۳۷۵ اولین فیلم سینمایی خود را تجربه کرد.

## کارنامهٔ هنری

### سینمایی
- تگرگ و آفتاب (۱۳۹۳)
- شبکه (۱۳۸۹)
- ملک سلیمان (۱۳۸۹)
- مسافر ارغوان (۱۳۸۸)
- چهره به چهره (۱۳۸۷)
- سالاد فصل (۱۳۸۳)
- دوشیزه (۱۳۸۱)
- بی تو تنهایم (۱۳۸۰)
- تیک (۱۳۸۰)
- صنوبر (۱۳۸۰)
- مریم مقدس (۱۳۷۹)
- دختری به نام تندر (۱۳۷۹)
- انتظار (۱۳۷۹)
- شیدا (۱۳۷۷)
- شیخ مفید (۱۳۷۴)

### مجموعه تلویزیونی
- فریبا (مجموعه تلویزیونی) (۱۴۰۳ شبکه سه)
- صبح آخرین روز (۱۴۰۰ شبکه ۲)
- یاور (۱۴۰۰ شبکه ۳)
- روزهای ابدی (۱۳۹۹ شبکه ۱)
- به رنگ خاک (۱۳۹۸ شبکه ۱)
- تلاطم (۱۳۹۸ شبکه ۵)
- خط تماس (۱۳۹۷ شبکه ۱)
- نزدیکی‌های بهشت (۱۳۹۶ شبکه ۱)
- عمودی‌ها (۱۳۹۶ شبکه ۳)
- خانه مادری (۱۳۹۶ شبکه امید)
- در جستجوی آرامش (۱۳۹۶ شبکه ۵)
- ماه و پلنگ (۱۳۹۵ شبکه ۳)
- کیمیا (۱۳۹۴ شبکه ۲)
- حانیه (۱۳۹۳ شبکه ۲)
- بی‌قرار ۲ (۱۳۹۳ شبکه ۲)
- بی‌قرار ۱ (۱۳۹۲ شبکه ۱)
- رخنه (۱۳۹۲ شبکه ۲)
- هوش سیاه ۲ (۱۳۹۲ شبکه ۳)
- زیگزاگ (۱۳۹۱)
- ستایش ۱ (۱۳۸۹ شبکه ۳)
- تله فیلم «دزدان غیر دریایی» (۱۳۸۹)
- مسافرچی جست (۱۳۸۸)
- نردبام آسمان (۱۳۸۸ شبکه ۱)
- دفترخانه شماره ۱۳ (۱۳۸۸)
- بانو (۱۳۸۸ شبکه ۳)
- یوسف پیامبر (۱۳۸۷ شبکه ۱)
- آواز در باران (۱۳۸۷ شبکه ۴)
- تله فیلم «فسیل زنده» (۱۳۸۶)
- پرستار (۱۳۸۵)
- ما چند نفر (۱۳۸۵)
- عشق را خط نزن (۱۳۸۵–۱۳۸۴)
- آبی مثل دریا (۱۳۸۱ شبکه ۵)
- فرستاده (۱۳۸۱)
- پیله‌های پرواز (۱۳۸۱ شبکه ۱)
- عشق سال‌های جنگ (۱۳۸۰)
- آتش و شبنم (۱۳۸۲–۱۳۷۹)
- مریم مقدس (۱۳۷۹ شبکه ۲)
- شب زدگان (۱۳۷۸ شبکه ۵)
- روزهای زندگی (۷۸–۱۳۷۷ شبکه ۳)
- خورشید شب (۱۳۷۴ شبکه ۲)
- همسایه‌ها (۱۳۷۲) (حسن فتحی)
- به رنگ صدف (۱۳۷۵ شبکه ۱)
- مهر و ماه (۱۳۶۹ شبکه ۲)